# أحمد سنجري
أحمد سنجري (بالفارسية: احمد سنجری) هو مدرب كرة قدم إيراني. حضر احمد سنجري خلال مسيرته الرياضية في عدة فرق ومنها فريق شيرين فراز كرمانشاه لكرة القدم الإيراني.

## روابط خارجية
- أحمد سنجري على موقع قاعدة بيانات كرة القدم.إي يو (الإنجليزية)
- أحمد سنجري على موقع ناشيونال فوتبول تيمز (الإنجليزية)